# Trần Đức Thiệp
Trần Đức Thiệp (sinh năm 1949) là một nhà vật lý hạt nhân người Việt Nam, nguyên phó giám đốc Viện Hàn lâm Khoa học và Công nghệ Việt Nam. Vào năm 1992, ông vô tình để chùm tia điện từ xuyên qua tay, khiến bàn tay phải của ông bị cắt bỏ do nhiễm phóng xạ nặng. Vì sự cố này, Cơ quan Năng lượng Nguyên tử quốc tế đã tiến hành kiểm tra các giao thức an toàn khi nghiên cứu phóng xạ của Viện khoa học và Công nghệ Hạt nhân Hà Nội.

## Thời niên thiếu và khởi đầu sự nghiệp
Trần Đức Thiệp sinh ra ở xã Yên Hồ, huyện Đức Thọ, tỉnh Hà Tĩnh cùng với bảy anh chị em khác. Mẹ ông sức khỏe yếu nên không có thu nhập, bố ông mất khi ông mới học lớp bốn. Để giảm bớt tình hình tài chính, trong dịp nghỉ hè từ khi học lớp bốn cho đến khi tốt nghiệp cấp ba, ông thường xuyên đến thành phố Vinh, Nghệ An làm việc kiếm tiền để trang trải. Sau khi tốt nghiệp trung học, ông đăng ký vào Đại học Sofia ở Bulgaria, ban đầu dự định tốt nghiệp ngành trắc địa, nhưng đã chuyển ngành học sang vật lý và chuyển sang vật lý hạt nhân vào năm thứ hai đại học. Ông cho rằng Tzvetan Bonchev, một giáo sư vật lý hạt nhân người Bulgaria, là nguồn cảm hứng cho ông theo đuổi ngành học này.
Sau khi tốt nghiệp Thạc sĩ Khoa học năm 1977, ông được mời về làm trợ lý khoa vật lý trường Đại học Sofia. Một năm sau, ông trở về Việt Nam và được mời làm việc tại Khoa Vật lý Hạt nhân, Viện Vật lý Việt Nam. Vào thời điểm này, Việt Nam đang ở trong nền kinh tế kế hoạch hóa tập trung, chịu nhiều lệnh trừng phạt của Mỹ và ở trong tình trạng nghèo đói nói chung. Phỏng vấn trên báo Dân Trí ông chia sẻ "Vào thời gian cuối năm 70, đầu những năm 80, [...], ngành Vật lý hạt nhân bị quên lãng không được đầu tư, không có công trình, đề tài cấp nhà nước cho lĩnh vực hạt nhân." Khoa vật lý hạt nhân sau này được tách ra thành Viện Khoa học và Công nghệ hạt nhân, trực thuộc Ủy ban Năng lượng nguyên tử Việt Nam.

## Tai nạn phóng xạ
Năm 1982, Liên Xô đã tặng cho Viện Khoa học và Công nghệ Hạt nhân Hà Nội hai máy gia tốc hạt microtron đã được sử dụng trong mười năm: một máy phát xạ neutron và một máy gia tốc electron. Đây cũng là hai máy gia tốc hạt đầu tiên được vận hành ở Đông Nam Á.
Ngày 17 tháng 11 năm 1992 Trần Đức Thiệp được bổ nhiệm làm giám đốc Trung tâm Nghiên cứu Khoa học Quốc gia Việt Nam tại Hà Nội. Trong một thí nghiệm thường ngày, ông đã trực tiếp sử dụng tay để điều chỉnh vị trí mẫu vật quặng vàng trong máy gia tốc hạt. Việc điều chỉnh này thường được thực hiện bằng khí nén, nhưng ông đã vào phòng và điều chỉnh mẫu bằng tay. Cùng lúc đó, các đồng nghiệp của ông nhầm tưởng ông ra khỏi phòng để rửa tay bằng xà phòng trong bồn rửa đặt ngoài phòng chiếu xạ nên đã bật máy lên. Ông đã bị phơi nhiễm bởi tia phóng xạ có cường độ 6 μA trong khoảng từ hai đến bốn phút. Điều này khiến tay của ông bị hoại tử mô nghiêm trọng, phải điều trị chuyên khoa ở Paris và cuối cùng phải tháo rời bàn tay phải, ông cũng bị mất ngón thứ 4 và 5 ở bàn tay trái. Tại nạn cũng để lại di chứng nặng, ông bị cứng khớp mãn tính và xơ hóa do phóng xạ. Tuy vậy, ông vẫn có thể trở lại làm việc tại Hà Nội vào năm 1994, sau hơn 600 ngày điều trị vết thương cấp tính do nhiễm xạ.
Trong báo cáo của mình, IAEA thừa nhận những áp lực mà các nhà khoa học Việt Nam đang làm việc tại một quốc gia đang phát triển phải chịu đựng. Tuy nhiên, họ đề xuất quy định tốt hơn về an toàn bức xạ và khuyến nghị sâu rộng cho tất cả các cơ sở chiếu xạ về việc cải tiến hệ thống an toàn, bao gồm các tín hiệu cảnh báo tự động; nút cắt khẩn cấp; hệ thống khóa liên động cửa; một hệ thống có thể tìm kiếm, đảm bảo dự phòng an toàn; giám sát bức xạ khu vực và camera quan sát để đảm bảo phòng chiếu xạ trống trước khi bật.

## Công trình nghiên cứu nổi bật
- Máy gia tốc (2002). Nhà Xuất bản Khoa hoc và Kỹ thuật
- Nghiên cứu hiệu ứng Mössbauer
- Nghiên cứu cấu trúc hạt nhân và phản ứng hạt nhân với photon, neutron và ion nặng
- Nghiên cứu phản ứng quang phân hạch các hạt nhân nặng
- Nghiên cứu năng phổ hạt nhân